# Al-Asma'i und die Mädchen aus Basra
Al-Asma'i und die drei Mädchen aus Basra ist eine Erzählung aus den Geschichten aus Tausendundeiner Nacht. In der Arabian Nights Encyclopedia wird sie als ANE 216 gelistet (→ Tausendundeine Nacht – Liste der Geschichten).
In der Erzählung fragen drei Mädchen aus der Stadt Basra den Dichter al-Asma'i, wer von ihnen am besten dichten kann.

## Handlung
Eines Nachts ist der Kalif Harun al-Raschid unruhig. Er  befiehlt, den berühmten Dichter und Gelehrten al-Asma'i zu holen, damit dieser ihm die schönste Geschichte über Frauen und ihre Dichtkunst erzähle. Al-Asma'i berichtet dem Kalifen daraufhin die nachfolgende Geschichte der drei dichtenden Jungfrauen.
Einst lebte al-Asma'i wieder einmal ein Jahr in Basra, als er eines Tages unter der schweren Mittagshitze litt und sich in einer großen Halle zur Ruhe auf einer Bank niederlegte. Da vernahm er durch das geöffnete Fenster die lieblichen Stimmen dreier Mädchen, die sich zu einem Dichtwettbewerb verabredeten und jeweils zwei Zeilen vortrugen. Die Erste dichtete von ihrem Wunsch, dass ein schöner Mann im Schlafe an ihr Lager trete und er auch im Wachen zu ihr kommen würde. Die Zweite dichtete, dass er im Traum zu ihr komme und sie ihn dort willkommen heiße. Die Dritte beschrieb poetisch ihre Loyalität zu dem, den sie in allen Nächten, noch süßer als Moschus, bei ihr sehe.
Da sagt al-Asma'i laut, dass wenn ihre schönen Gedichtzeilen noch von körperlicher Schönheit umrandet wären, sich der Kranz der Vollkommenheit um sie flechten würde. Als al-Asma'i sich zum Gehen wendet, kommt jedoch eine Sklavin zu ihm und überreicht ihm einen Brief der drei Mädchen, die seine Worte gehört haben. Sie bitten ihn um sein Urteil, wer von ihnen als Siegerin des Wettbewerbs anzusehen sei, und al-Asmai'i schreibt selbst eine Reihe von Versen, die jene der Mädchen mit beinhalten. Als er den Brief fertig geschrieben hat und die Sklavin ihn den Mädchen übergeben hat, bricht begeistertes Händeklatschen und ein Höllenlärm aus, erkennen sie doch, dass der Dichter al-Asma'i ihre Dichtkunst bewertet haben muss – er hat das dritte der Mädchen als Siegerin ausgewählt und sie wirft ihm durch das Fenster einen Beutel mit dreihundert Dinaren zu.
Nun fragt der Kalif den Dichter, warum er sich so entschieden hat, und er erklärt, dass ihre Verse dem wahren Leben am nächsten kamen. Daraufhin gibt auch der Kalif ihm noch einmal dreihundert Dinare.

## Hintergrund

### Textquelle
Die Geschichte findet sich in den ägyptischen Manuskripten und den meisten frühen arabischen Druckausgaben. Auf die Kalkutta-II-Ausgabe griffen Richard Francis Burton und Enno Littmann für ihre Übersetzungen zurück.

### Rezeption außerhalb von Tausendundeine Nacht
Außerhalb von Tausendundeine Nacht findet sich die Erzählung in Masâri' al- 'ushshâq von Ibn al-Sarradsch (gest. 1106) und in I'lam al-Nas (Nr. 68) von Muhammad Diyab al-Itlidi (17. Jahrhundert).

### Historische Figuren
Sowohl der Kalif Harun al-Raschid (766–809, reg. 786–809) als auch der Dichter und Philologe al-Asma'i (740–828) sind historische Figuren.

## Ausgaben
- Richard Francis Burton: Arabian Nights, Burton Club, 1900 (Erstausgabe 1885–1888), Band 7, S. 110–113.

- Enno Littmann: Die Erzählungen aus den tausendundein Nächten, Insel Verlag, Frankfurt 1968 (Erstausgabe 1922–1928), 6 Bände (Kalkutta-II-Edition), Band 4, S. 641–645